# WAT Atzgersdorf
Le WAT Atzgersdorf est un club de handball situé à Atzgersdorf, dans l'arrondissement de Liesing, le vingt-troisième de la ville de Vienne, en Autriche. 

## Section masculine

### Palmarès
- Championnat d'Autriche (1) : 1961-1962

### Campagne européenne
| Saison    | Compétition               | Lieux et date              | Manche       | Club                  | Score | Club            |
| --------- | ------------------------- | -------------------------- | ------------ | --------------------- | ----- | --------------- |
| 1962-1963 | Coupe des clubs champions | Budapest, 18 novembre 1962 | Premier tour | Budapest Spartacus SC | 25-14 | WAT Atzgersdorf |

## Section féminine

### Palmarès
- Championnat d'Autriche (1) : 2018-2019